# مارماهی گل‌نشین
مارماهی گل‌نشین (نام علمی: Heterenchelyidae) نام یک تیره از راسته مارماهی‌سانان است.